# Art Buchwald
Arthur “Art” Buchwald (Mount Vernon, Nueva York, 20 de octubre de 1925-Washington, 17 de enero de 2007) fue un periodista, escritor y humorista estadounidense.

## Biografía
Formó parte del Cuerpo de Marines de los Estados Unidos durante la Segunda Guerra Mundial.
En 1948, comenzó su carrera periodística en París, en donde trabajó como corresponsal del International Herald Tribune. Escribió más de 8.000 columnas.
Fue un humorista reconocido en The Washington Post. Sus artículos allí escritos se publicaron luego en otros periódicos de distintos países.
En 1988, guionó Un Príncipe en Nueva York.

## Vida privada
En enero de 2006 le fue amputada una pierna. No temía a la muerte, como indica una de sus frases célebres: 
"Morir es fácil. Lo difícil es encontrar aparcamiento".
Tras un fallo renal irreversible, falleció a los 81 años.

## Libros
Dejó escritos más de 30 libros, entre ellos: Son of the great Society (edición en castellano, 1968, por Editorial Galerna de Buenos Aires).

## Premios
- Pulitzer (1982).

- Datos: Q319342
- Multimedia: Art Buchwald / Q319342